# Principen om avtalets subjektiva begränsning
Principen om avtalets subjektiva begränsning betecknar den juridiska regeln att ett avtal endast binder de personer som är parter i avtalet. Ett avtal mellan A och B kan således aldrig binda C. Principen har några få undantag.